# She’s Got Nothing On (But the Radio)
«She’s Got Nothing On (But The Radio)» — первый сингл с восьмого студийного альбома Charm School шведской поп-рок-группы Roxette, выпущенный 7 января 2011 года.
На стороне «Б» сингла записана песня «Wish I Could Fly» с живого концерта Roxette в Санкт-Петербурге 12 сентября 2010 года (в рамках Скандинавского турне).

## Название песни
Название сингла перекликается с песней Леди Гага «Nothing on (but the radio)» и Альказара 'Nothing But The Video On,' однако пока никаких комментариев от Пера Гессле по этому поводу не последовало. Известно, что и ранее он неоднократно использовал названия песен или альбомов других исполнителей для своих собственных релизов.
В середине марта 2011 года норвежский музыкант Paul E. Vercouteren из группы Hollywood Vampires через газету «Догбладет» обвинил Пера Гессле в плагиате. Композиция норвежских музыкантов была выпущена в 2008 году под названием «She Had Nothing On But The Radio». Интересен тот факт, что заглавную фразу обеих песен впервые озвучила Мерилин Монро более 50 лет назад. Норвежские музыканты пока не решили будет ли передано дело в суд. (видео). Любопытно также, что американская металл группа Pantera выпустила песню «Nothin' On (But the Radio)» на своем дебютном альбоме Metal Magic в 1983 году.

## Обложка
Автором фотографии и дизайна буклеты выступил Пэр Викхольм, который уже сотрудничал с Пером Гессле и разработал дизайн для его сольного альбома «Party Crasher» (2009).

## Видеоклип
Видео на этот сингл снял молодой 26-летний шведский режиссёр из города Фалун по имени Матс Удд (Mats Udd). Он приглянулся звукозаписывающей компании EMI как автор клипов для некоторых популярных шведских исполнителей, например, группы Familjen, Timo Räisänen, First Aid Kit и Those Dancing Days. Съемки нового клипа Roxette начались в конце ноября 2010 года. Монтаж клипа проходил в Нью-Йорке, где Удд проводил рождественские каникулы. Релиз видео, равно как и радиорелиз самого сингла, состоялся 7 января 2011 года.

## Список композиций
1. «She’s Got Nothing On (But The Radio)»
2. «Wish I Could Fly» (Live from St. Petersburg Sept. 12, 2010)

## She’s Got Nothing On (But the Radio) [Adrian Lux / Adam Rickfors Remixes]

Обложка сингла с ремиксами

1. She’s Got Nothing on (But the Radio) [Adrian Lux Remix Original Version]
2. She’s Got Nothing on (But the Radio) [Adrian Lux Remix Radio Version]
3. She’s Got Nothing on (But the Radio) [Power Edit]
4. She’s Got Nothing on (But the Radio) [Adam Rickfors Dub Edit]
5. She’s Got Nothing on (But the Radio) [Adam Rickfors Radio Edit]

## Чарты
| Чарт (2011)    | Макс. позиция | Сертификация |
| -------------- | ------------- | ------------ |
| Радио Рокс СПб | 1             |              |

## Интересные факты
- Известный британский сайт CNET UK, публикующий обзоры последних технических новинок, в статье о выходе продукта «Squeezebox» от компании Logitech (10 января 2011 года) пишет о том, что в день выхода этого устройства также вышел в свет долгожданный сингл группы Roxette («Это хороший день для шведской музыки»). Сайт публикует ссылку на сайт YouTube, где песню можно прослушать, а также несколько строчек из куплета сингла и предлагает своим читателям «петь всем вместе»[6].